# Jan-Kåre Øien
Jan-Kåre Øien född 30 november 1950 i Trondheim, är en norsk tecknare, illustratör och grafiker.
Øien är utbildad vid Statens håndverks- og kunstindustriskole vid bokkonstlinjen 1974. Han har tecknat för tidningar, tidskrifter och omkring hundra böcker, däribland flera bilderböcker. Han mottog Kultur- och kyrkodepartementets priser för barn- och ungdomslitteratur 1983. Han har haft flera utsmyckningsuppdrag och en rad utställningar. Øien är inköpt av bland annat Nasjonalmuseet for kunst, arkitektur og design.
Jan-Kåre Øien bor och arbetar i Drøbak utanför Oslo.